# Campeonato Mundial de Atletismo em Pista Coberta de 2024 - Salto triplo feminino
A prova do salto triplo feminino do Campeonato Mundial de Atletismo em Pista Coberta de 2024 ocorreu no dia 3 de março na Arena Commonwealth, em Glasgow, no Reino Unido.

## Recordes
Antes desta competição, os recordes mundiais e do campeonato nesta prova eram os seguintes:
|                       | Nome          | Nacionalidade | Distância | Local    | Data                |
| --------------------- | ------------- | ------------- | --------- | -------- | ------------------- |
| Recorde mundial       | Yulimar Rojas | Venezuela     | 15m 74cm  | Belgrado | 20 de março de 2022 |
| Recorde do campeonato | Yulimar Rojas | Venezuela     | 15m 74cm  | Belgrado | 20 de março de 2022 |

## Medalhistas
| Ouro              | Prata               | Bronze              |
| Thea LaFond (DMA) | Leyanis Pérez (CUB) | Ana Peleteiro (ESP) |

## Cronograma
Todos os horários são locais (UTC+0).
| Data       | Hora  | Evento |
| ---------- | ----- | ------ |
| 3 de março | 10:17 | Final  |

## Resultado final
A final ocorreu dia 3 de Março às 10:17.
| Posição           | Atleta              | Nacionalidade  | #1    | #2    | #3    | #4    | #5    | #6    | Resultados | Notas                |
| ----------------- | ------------------- | -------------- | ----- | ----- | ----- | ----- | ----- | ----- | ---------- | -------------------- |
| Medalha de ouro   | Thea LaFond         | Dominica       | 14.41 | 15.01 |       |       |       |       | 15.01      | ,                    |
| Medalha de prata  | Leyanis Pérez       | Cuba           | x     | 14.58 | 14.58 | 14.90 | 14.79 | x     | 14.90      | Recorde da temporada |
| Medalha de bronze | Ana Peleteiro       | Espanha        | 13.93 | 14.67 | 14.64 | x     | 14.75 | 14.41 | 14.75      | Recorde da temporada |
| 4                 | Keturah Orji        | Estados Unidos | 14.12 | 14.36 | x     | 13.49 | 14.28 | 11.68 | 14.36      |                      |
| 5                 | Jasmine Moore       | Estados Unidos | 14.15 | x     | 14.07 | 13.99 | 13.94 | x     | 14.15      |                      |
| 6                 | Charisma Taylor     | Bahamas        | 13.92 | 13.72 | 13.34 | 13.51 | 14.04 | 14.11 | 14.11      | Recorde da temporada |
| 7                 | Kimberly Williams   | Jamaica        | 13.57 | 13.98 | 14.07 | x     | 13.88 | 13.79 | 14.07      | Recorde da temporada |
| 8                 | Ilionis Guillaume   | França         | x     | 14.01 | x     | 13.83 | 13.88 | x     | 14.01      |                      |
| 9                 | Diana Ion           | Roménia        | 13.52 | 13.73 | 13.62 |       |       |       | 13.73      |                      |
| 10                | Elena Andreea Taloş | Roménia        | 13.65 | 13.64 | 13.60 |       |       |       | 13.65      |                      |
| 11                | Neja Filipič        | Eslovênia      | 13.62 | x     | x     |       |       |       | 13.62      |                      |
| 12                | Kristiina Mäkelä    | Finlândia      | 13.47 | x     | 13.41 |       |       |       | 13.47      |                      |
| 13                | Dovilė Kilty        | Lituânia       | 13.46 | x     |       |       |       |       | 13.46      |                      |
| 14                | Gabriele dos Santos | Brasil         | 13.39 | x     | 13.45 |       |       |       | 13.45      |                      |
|                   | Mariko Morimoto     | Japão          | x     | x     | x     |       |       |       | NM         |                      |
|                   | Liadagmis Povea     | Cuba           |       |       |       |       |       |       | DNS        |                      |

Legenda
| Recorde mundial       | Recorde mundial (World record)               |                       | Recorde africano                      | Recorde africano (African) |                                           | Q | Classificado por posição (Qualified) |
| Recorde do campeonato | Recorde do campeonato (Championship record)  | Recorde da América    | Recorde da América (Americas)         | q                          | Classificado por melhor tempo (Qualified) |   |                                      |
| Melhor marca do ano   | Melhor marca do ano (World leading)          | Recorde asiático      | Recorde asiático (Asian)              | DNS                        | Não largou (Did not start)                |   |                                      |
| Recorde nacional      | Recorde nacional (National record)           | Recorde europeu       | Recorde europeu (European)            | DNF                        | Não terminou (Did not finish)             |   |                                      |
| Recorde pessoal       | Recorde pessoal do atleta (Personal best)    | Recorde da Oceania    | Recorde da Oceania (Oceania)          | DSQ / DQ                   | Desclassificado (Disqualified)            |   |                                      |
| Recorde da temporada  | Recorde da temporada do atleta (Season best) | Recorde sul-americano | Recorde sul-americano (South America) | NM                         | Sem marca (No mark)                       |   |                                      |